# Wadi al-Far'a
Ne doit pas être confondu avec Wadi al-Far'a (rivière).
Wadi al-Far'a, en arabe : وادي الفارعة, est un village du gouvernorat de Tubas en Palestine, situé au nord-est de la Cisjordanie, à 5 km au sud-ouest de Tubas.
Selon le recensement du bureau central palestinien des statistiques, la localité compte une population de 3 998 habitants en 2017.